# Clásico RCN 1964
La 4.ª edición del Clásico RCN (también conocida como: Doble a Abejorral - Clásico RCN) fue una carrera de ciclismo en ruta por etapas que se celebró entre el 18 y el 19 de abril de 1964 con inicio y final en la ciudad de Medellín, Colombia.
La carrera se corrió como parte de los "chequeos" de la Liga de Ciclismo de Antioquia para la escoger su selección para participar en la Vuelta a Colombia y fue ganada por el ciclista antioqueño Gabriel Halaixt del equipo de Antioquia. El podio lo completaron, los ciclistas Héctor Muñoz y Federico Ortiz Uribe, ambos también del equipo de Antioquia.

## Etapas
| Etapa     | Fecha       | Recorrido            | Distancia (km) | Ganador         | Líder           |
| --------- | ----------- | -------------------- | -------------- | --------------- | --------------- |
| 1.ª etapa | 18 de abril | Medellín – Abejorral | 128            | Héctor Muñoz    | Héctor Muñoz    |
| 2.ª etapa | 19 de abril | Abejorral – Medellín | 128            | Gabriel Halaixt | Gabriel Halaixt |

## Clasificaciones finales
Las clasificaciones finalizaron de la siguiente forma:

### Clasificación general
| Clasificación general |                        |              |                 |
| Ciclista              | Ciclista               | Equipo       | Tiempo          |
| --------------------- | ---------------------- | ------------ | --------------- |
| 1.º                   | Gabriel Halaixt        | Antioquia    | 8 h 28 min 16 s |
| 2.º                   | Héctor Muñoz           | Antioquia    | + 1 min 32 s    |
| 3.º                   | Federico Ortiz Uribe   | Antioquia    | + 7 min 55 s    |
| 4.º                   | Rodrigo Mejía          | Antioquia    | + 9 min 15 s    |
| 5.º                   | Carlos Ariel Betancurt | Pereira      | + 16 min 01 s   |
| 6.º                   | Asdrúbal Salazar       | Antioquia    | + 17 min 32 s   |
| 7.º                   | Soel Medina            | Antioquia    | + 18 min 14 s   |
| 8.º                   | Alfonso Torres         | Cundinamarca | + 18 min 56 s   |
| 9.º                   | Antonio Arenas         | Manizales    | + 19 min 49 s   |
| 10.º                  | Gustavo Vásquez        | Antioquia    | + 20 min 37 s   |